# Rocco Montana
Rocco Montana, nome d'arte di Lino Bartolini (Prato, 9 luglio 1929 – Parma, 24 febbraio 1967), è stato un cantante italiano di musica leggera, ricordato per aver fatto parte della corrente stilistica degli urlatori.

## Biografia
Nasce a Casale di Prato in un'umile famiglia (il padre Ulderigo faceva il doppio mestiere di sarto e barbiere), composta da cinque fratelli, tra i quali anche il tenore Lando Bartolini. In gioventù Lino Bartolini era stato un ottimo ciclista nei dilettanti vincendo addirittura 11 gare.
.

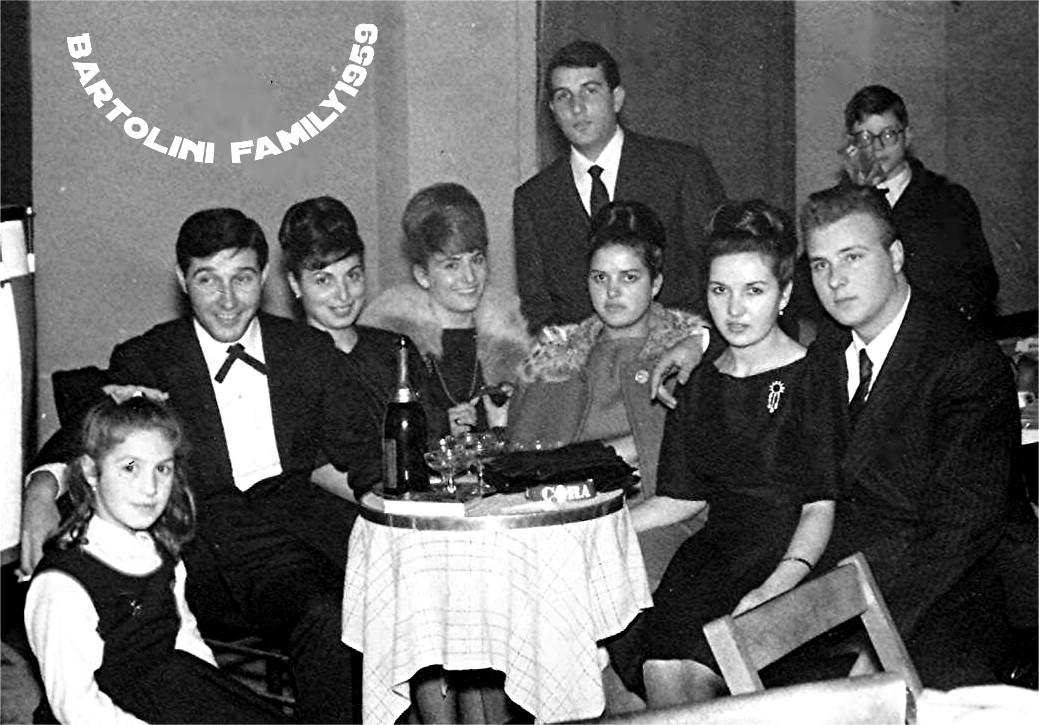
La famiglia di Rocco Montana(in alto al centro) Lando Bartolini

Inizia la carriera di cantante a fine anni cinquanta con il nome di Tony Montana. Con questo pseudonimo ha inciso una decina di dischi a 45 giri per l'etichetta Republic: Pupa bionda, Sono un bel ragazzo, Ti chiami amor, Ti guardo, Via con te, Tu lo sai.
Nel 1960 era passato alla casa discografica CGD cambiando il nome d'arte in quello di Rocco Montana. La notorietà gli derivò dalla partecipazione al festival di Sanremo 1962, dove raggiunse la finale con la canzone Inventiamo la vita, di Vittorio Mascheroni e Testoni, cantata in coppia con Nunzio Gallo.
Sempre per la CGD Montana ha inciso poi altre canzoni di successo quali La Novia (cantata anche da Tony Dallara), della quale fece una cover in lingua inglese (The Wedding), Tu che mi fai piangere, Cannibale d'amore, Someday, Addio piccolina, A mezza strada, Mantiglia, Bambina mia. Passato a fine 1963 alla casa discografica Meazzi, ha inciso altri dischi: Notte di Carnevale, Ritornerò da te, vorrei piangere,sentieri blu . Risale a questo periodo la fondazione di un proprio gruppo musicale chiamato I Cattuboli, con cui ha pubblicato per la Sonor Ora lo sai, Il ballo dei Cattuboli, Perché piangi questa sera, Grazie Cortina , Tu mi dici, oltre lo standard Jezebel.
Nel 1966, quando con l'arrivo della british invasion e l'esplosione del fenomeno Beatles cominciava ad imperare lo stile della musica beat, la corrente degli urlatori iniziava a smorzare la propria spinta innovativa: Montana aveva cambiato il nome del gruppo in Rocco e i suoi Arlecchini adottando un nuovo look e adeguando il proprio stile a quello che caratterizzerà poi i restanti anni sessanta.
Muore nel 1967 all'età di 37 anni, mentre si recava a Milano per effettuare alcune incisioni, in un incidente stradale occorso sull'Autostrada del Sole nei pressi di Parma, nel quale perde la vita anche il pianista del suo complesso Paolo Innocenti.
All'interno del panorama della musica leggera non è stato una stella di prima grandezza ma è ugualmente ricordato come un professionista preparato impegnato in un'era che, musicalmente (ma non solo), ha fatto epoca.

## Discografia parziale

### Come Tony Montana
- Fine anni '50 - Tu lo sai/Via con te, Republic
- Fine anni '50 - Nel mio cuor ci sei tu/Ti guardo, Republic
- Fine anni '50 - Ti chiami amor/Me lo dai, Republic
- Fine anni '50 -  Pupa bionda/Sono un bel ragazzo,  Republic

### Come Rocco Montana
- 1961 - Addio piccolina/Someday, CGD
- 1961/62 - Bambina mia /Prima di te, CGD
- 1961/62 - Cannibale d'amore/Magdalene, CGD
- 1961/62 - La Novia/Senza stelle, CGD
- 1961/62 - The Wedding/Bambina mia, CGD
- 1962 -  Inventiamo la vita/Tu che mi fai piangere, CGD
- 1960/62 - Mantiglia/A mezza strada,  CGD
- 1962/63 - Amore in technicolor, CGD?
- 1963/64 - Sentieri blu/Vorrei piangere, Meazzi Edizioni Discografiche
- 1963/64 - Notte di carnevale/Non cercherò una stella, Meazzi Edizioni Discografiche
- 1963/64 - Se tornerai da me/Io t'amerò, Meazzi Edizioni Discografiche
- 1963/64 - Ritornerò da te/Il mio amor, Meazzi Edizioni Discografiche
- 1964 - L'orchestra di Gianni Fallabrino, con Giorgio Consolini, Rocco Montana, Lilly Bonato e Paula, Meazzi Edizioni Discografiche

### Rocco Montana e I Cattuboli
- 1965/66 - Perché piangi questa sera/Mai, La Sonor
- 1965/66 - Grazie Cortina/Hai deciso così, La Sonor
- 1965/66 - Il ballo dei Cattuboli/Tu mi dici,  La Sonor
- 1965/66 - Jezebel/Ora lo sai, La Sonor